# Агава
Вижте пояснителната страница за други значения на Агава.
Агава (на старогръцки: Ἀγαύη, Agaue) в древногръцката митология е дъщеря на Кадъм и Хармония. Тя е сестра на Ино, Автоноя, Семела, Илирий и на Полидор.
Агава се омъжва за спартанеца Ехион и е майка на Пентей (цар на Тива), който се жени за Никтеида, дъщерята на Никтей. Тя има и дъщеря Епиро.
Агава се подиграва на нейната сестра Семела, която родила Дионисий от Зевс.
Когато Дионисий след триумфалното му пътешествие през Азия идва в Тива, наказва Агава, нейните сестри и всички жени на Тива с менадската бесност.
В своята лудост Агава заедно със сестрите си разкъсва собствения си син Пентей, който последвал менадите в планинската гора на Китерон, като помислила че е лъв. Тя занесла пред себе си с гордост главата му в Тива, докато нейният баща ѝ отворил очите за нейното безумие.
След смъртта на сина си Агава отива в Илирия и там се омъжва за цар Ликотерс, когото убива, за да спечели неговото царство за своя баща Кадъм.